# Priscilla Buchan
Priscilla Jean Fortescue Buchan (née Thomson ; 25 janvier 1915 - 11 mars 1978) est une femme politique unioniste et conservatrice.

## Biographie
Fille du brigadier Alan F. Thomson DSO, elle épouse le major Sir Arthur Lindsay Grant, 11e baronnet, Grenadier Guards, en 1934. Il est tué au combat en 1944. Elle se remarie avec l'auteur et homme politique Johnnie Buchan (2e baron Tweedsmuir) en 1948.
Lady Tweedsmuir se présente pour Aberdeen North en juillet 1945 et est élue pour la circonscription d'Aberdeen South en 1946, occupant ce siège jusqu'en 1966.
Elle est déléguée au Conseil de l'Europe de 1950 à 1953, déléguée britannique à l'Assemblée générale des Nations unies de 1960 à 1961 et sous-secrétaire d'État parlementaire pour l'Écosse de 1962 à 1964.
Le 1er juillet 1970, elle est nommée pair à vie en tant que baronne Tweedsmuir de Belhelvie, de Potterton dans le comté d'Aberdeen.
Elle est ministre d'État au Scottish Office de 1970 à 1972 et au ministère des Affaires étrangères de 1972 à 1974 et est admise au Conseil privé en 1974. À la Chambre des lords, elle est vice-présidente principale des comités (1974-1977), et présidente du comité restreint des Communautés européennes (1974-1977). Elle est également vice-présidente de la chambre des Lords.
Elle est décédée d'un cancer en 1978, à l'âge de 63 ans.
Elle est mentionnée à plusieurs reprises dans le discours loyal au Parlement de 2014 le 4 juin à la Chambre des communes par Penny Mordaunt.
En 1983, l'homme politique travailliste Emanuel Shinwell déclare que Lady Tweedsmuir était « la meilleure » députée britannique.